# The Benchwarmers
The Benchwarmers (Los calientabancas en Hispanoamérica y Los calientabanquillos en España) es una película estadounidense del género de comedia deportiva del 2006 dirigida por Dennis Dugan y protagonizada por Rob Schneider, Jon Heder y David Spade. Producida por Revolution Studios y Happy Madison Productions, fue distribuida por Columbia Pictures.

## Historia
Gus (Rob Schneider), Richie (David Spade) y Clark (Jon Heder) son tres tíos 'nerds'. Clark y Richie fueron los alumnos impopulares que fueron intimidados constantemente por Jock y se quedaron siempre en el banquillo en la Little League de béisbol, debido a sus pocas habilidades atléticas. Cuando un nerd llamado Nelson y sus amigos estaban jugando en un campo de béisbol llegaron unos matones para sacarlos por la fuerza, Gus y Clark vieron a los muchachos y espantaron a los matones de distancia. Cuando Gus y Clark llevaron a Richie a volver a jugar de nuevo y recuperar su sentido del juego, los matones volvieron y les ordenan que se vayan. Gus reta a los matones a jugar en el campo, y los tres amigos, a pesar de que Clark y Richie tienen unas pobres habilidades de juego, ganan el juego gracias a Gus. Días más tarde, Clark y Richie son retados por Brad, a otro partido de béisbol con su equipo, pero los tres amigos vuelven a ganar.
Más tarde, el padre multimillonario de Nelson, Mel Jon Lovitz, dice al trío que está impresionado con sus victorias, y explica su plan de celebrar un round-robin de torneo con todos los equipos de la liga de béisbol del estado, además de su equipo. Los ganadores tendrán acceso a un nuevo multimillonario estadio de béisbol que se está construyendo. Queriendo captar el espíritu y la diversión que nunca tuvieron cuando eran pequeños, los tres deciden formar a los calientabanquillos o los marginados y participar en el torneo. Se preparan para competir con el resto de los equipos, a pesar de que son tres grandes contra nueve pequeños por equipo.
Después de ganar el primer partido, un amigo de Mel de los Yankees de Nueva York Superstar Reggie Jackson, ayuda a los calientabanquillos (principalmente a Clark y Richie) para entrenar usando métodos poco ortodoxos (travesuras sucias y juegos como el ding-dong correr, papa caliente, y rompiendo el buzón de correo). En el segundo partido, al igual que el Benchwarmers está a punto de perder, Richie utiliza uno de los métodos poco ortodoxos de Reggie para anotar una carrera en casa, ganar el juego.
Los calientabancas luego van de un condado a otro (incluyendo la ciudad natal de Gus, Brookdale), ganando los dos próximos partidos para llegar a las semifinales. En las semifinales, el equipo rival contrata a un borracho. Un tipo dominicano nombró a Carlos como nuevo lanzador del equipo de sobornar a los árbitros. Carlos es más que un rival para el calientabanquillos, pero se las arreglan para volver a hacer Carlos demasiado borracho como para jugar bien. En el último inning, ya que hay bases llenas y necesitan a un jugador el árbitro ordena que el hermano menor de Richie, Howie (Nick Swardson) que sufre de agorafobia, estar en la cubierta. Howie termina siendo golpeado en el brazo por Carlos, pero eso les fuerza la carrera del triunfo para los calientabancas, enviándolos a la final.
Justo cuando le parece que el estadio es suyo, un matón llamado Steven (Terry Crews) informa al público que Gus era un matón brutal a sí mismo, no una víctima de los matones como Clark y Richie. Él había intimidado a un chico con tanta intensidad que el muchacho, llamado Marcus, tuvo que ser enviado a una institución para enfermos mentales. Gus es expulsado del equipo como consecuencia de ello, pero a su esposa, Liz (Molly Sims), la sugestión, Gus se disculpa con Marcus (Joey Gnoffo). Marcus llega a la final para mostrar a la multitud que Gus se había disculpado y se sentía muy mal por lo que hizo cuando era pequeño, y Gus reúne al equipo, al anunciar que Marcus es el nuevo entrenador de tercera base de los calientabancas.
En el juego final, Gus, Clark y Richie no juegan, sino que permite a un equipo de Nelson y otros jóvenes, para darles la oportunidad de competir. La final se juega contra un equipo con un entrenador de corazón, Jerry (apodado por Gus como "Merry Jerry") (Craig Kilborn), que practica tormentos a sus jugadores - y fue el principal matón que molestaba Richie y Clark cuando eran pequeños. En la parte inferior de la entrada 6, los calientabancas están perdiendo, 42-0, cuando el equipo de Jerry, después de darse cuenta de que el verdadero significado de béisbol es para divertirse, Nelson lanza una "albóndiga" terreno de juego por la mitad. Nelson golpea la pelota, y el equipo de Jerry le permite anotar una carrera, diciendo que Jerry es "el perdedor"; los calientabancas se ponen a celebrar el hecho de que no fueron expulsados, y le dan una lección a Jerry con un poco de su propia medicina, lo dejaron colgado de la valla dugout por su ropa interior.
Los calientabancas celebran en el Pizza Hut, donde Gus revela a todos que él va a ser padre, porque "fue todo el camino" con Liz. Todo el mundo celebra, a excepción de Howie, quien grita de terror al darse cuenta de lo que significa "pasó todo el camino".

## Reparto
- Rob Schneider como Gus Matthews, uno de los principales protagonistas, que en un principio cree que es acosado como un niño, pero era, de hecho, él mismo un matón.
- David Spade como Richie Goodman, uno de los protagonistas principales, que era uno de esos (junto a Clark) intimidado como un niño.
- Jon Heder como Clark Reedy, uno de los protagonistas principales, que era uno de esos (junto a Richie) intimidado como un niño.
- Jon Lovitz como Mel, un multimillonario de nerd, que trae el Benchwarmers a la vista del público.
- Nick Swardson como Howie, hermano agorafóbico de Richie, que ve el sol como un horrible monstruo, y se niega a salir de la casa. También tiene la mala costumbre de comer bloqueador solar.
- Craig Kilborn como Jerry, el antagonista principal, que era matón principal Richie y Clark cuando eran niños.
- Molly Sims como Liz, la esposa de Gus.
- Tim Meadows como Wayne.
- Amaury Nolasco como Carlos.
- Bill Romanowski como Karl.
- Reggie Jackson como a sí mismo.
- Leon Kamen como Nelson.
- Danny McCarthy como Troy.
- Sean Salisbury como Brad.
- Matt Weinberg como Kyle.
- John Farley como muchacho nadador.
- Terry Crews como Steven (Guy Poker # 1).
- Dennis Dugan como entrenador de fuelle.
- Joey Gnoffo como Marcus Elwood.

## Producción
The Benchwarmers se rodó en distintos lugares de California, incluyendo Chino Hills, California,  Chino; Chumash Park - 5550 Medea Valley Drive, Agoura colinas,  Culver City,  Glendale, Los Ángeles,  Orange, Pizza Hut - 5146 Kanon Road, Agoura Hills,  Simi Valley; Watson Drug Store - 116 E. Chapman Avenue, Orange, y Westwood (Los Ángeles).

## Recepción
La película recibió en general opiniones negativas por parte de la crítica con un índice de aprobación del 12% en Rotten Tomatoes basado en 66 opiniones y 25 de cada 100 en Metacritic basado en 17 opiniones. El consenso en Rotten Tomatoes fue «una comedia bruto-que es más inmadura que divertida, The Benchwarmers baja swinging». Aun así, recibió una calificación más positiva de 71% por parte de la audiencia del sitio.

## Taquilla
En su primer fin de semana, la película recaudó $ 19.6 millones, ocupando el segundo lugar en la taquilla de América del Norte. La película recaudó $ 59.843.754 y $ 5.113.537 en el país y en los mercados extranjeros, por un total de 64.957.291 dólares en todo el mundo.